# Leopold Mozart
Johann Georg Leopold Mozart (født 14. november 1719 i Augsburg, død 28. maj 1787) var en tysk komponist og violinist.
I samtiden blev Leopold Mozart regnet som en af tidens betydelige musikere. Han brugte meget af sit liv på at uddanne sine børn Wolfgang Amadeus Mozart og Anna Mozart. Som komponist huskes han stort set udelukkende for sin Børnesymfoni. Den var i mange år tilskrevet Joseph Haydn, men i 1952 fandt man ud af, at Leopold Mozart havde komponeret den.[kilde mangler]

## Liv og gerning
Den Mozartske Familie1) stammede fra Augsburg; her var Leopold Mozart født i en beskeden bogbinderfamilie. Hans lyst til videnskabeligt studium førte ham til Salzburg, ved hvis universitet han studerede jura, mens han fattig og uden hjælp hjemmefra måtte ernære sig ved sin musik, for hvilken han tidlig havde vist anlæg. I længden blev dog denne kamp for livsopholdet ham for hård, han opgav juraen og blev først kammertjener hos en Grev Thurn, senere violinist i det ærkebiskoppelige kapel og steg hurtig lige til vicekapelmester. Leopold Mozart var en af de musikere, der tog del i arbejdet på sonatens udvikling og han fik ikke ringe fortjeneste af violinspillets systematiske studium ved sin violinskole, der oversattes til fransk og hollandsk og gjorde sin forfatter bekendt langt udover Salzburg. Leopold Mozart skrev i øvrigt baade operaer, oratorier, messer, serenader og alle slags lejlighedsarbejder, og nød det ry, at han meget havde fremmet musikudviklingen i Salzburg.
I året 1747 giftede han sig med Anne Marie Portlin. I deres ægteskab fødtes der dem syv børn, men kun to levede udover de første børneår, det var Maria Anna (kaldet Nannerl), der blev født 30. juli 1751 og Wolfgang Amadéus, født 27. Jan. 1756. Da hans to børn tidlig røbede deres forunderlige musikbegavelse, opgav han sin egen kunstner-virksomhed for helt at ofre sig for sine børns uddannelse.
Mozarts hjem var et fuldtud, lykkeligt. Af den righoldige samling breve fra familien, der er opbevaret, fremgår det tydeligt, at familiens fire medlemmer var sjældent nær og inderlig knyttede til hinanden. Leopold og hans hustru mødtes i kærlighed til og opofrelse for børnene. De kaldtes "det smukkeste par i Salzburg", men var forøvrigt indbyrdes yderst forskellige. Hustruen var en elskværdig, godlidende, lidt magelig og ikke synderlig udviklet kvinde med et livligt sind og et hang til det komiske og djærve, som gik i arv til sønnen. Leopold er da blevet bedømt højst forskelligt. Han var retsindet, ærlig og pligtfølende, men selv disse egenskaber havde hos Leopold et andet, mere nøgtern og skarpt præg end hos sønnen og ellers synes denne kun lidt at have lignet faderen. Betydningsfuldt til bedømmelse af hans personlighed turde det træk være, at han, den fattige bogbindersøn, ikke ville nøjes med de vilkår, livet nærmest havde at byde ham. Han
stræbte højere og han valgte juraen som det studium, der skulle føre ham frem: vidnesbyrd om hans ærgærrighed, viljekraft og sans for det forstandsmæssige og praktisk-fornuftige. Det træk af herskesyge, som åbenbarede sig hos Leopold Mozart og som senere hen kunne antage en smålig form såvel som den tarvelige mands selvfølelse må ses på baggrund af hans evne til ved egen kraft at have skabt sig sin stilling. Ved siden af at være jurist var Leopold Mozart imidlertid en god del af en kunstner, han forstod derfor ganske vel, hvad der rørte sig i hans langt rigere begavede søn, men også på det kunstneriske så han gennemgående noget nøgtern og "praktisk" og de friere, sartere bevægelser i sønnens kunstnersjæl kunde han med sin mere småtskårne, jordbundne og hårde natur ikke ret opfatte. Lige til sin død i 1787 spillede Leopold en væsentlig rolle i sønnens Liv.